# 1 Galicyjski Pułk Ułanów

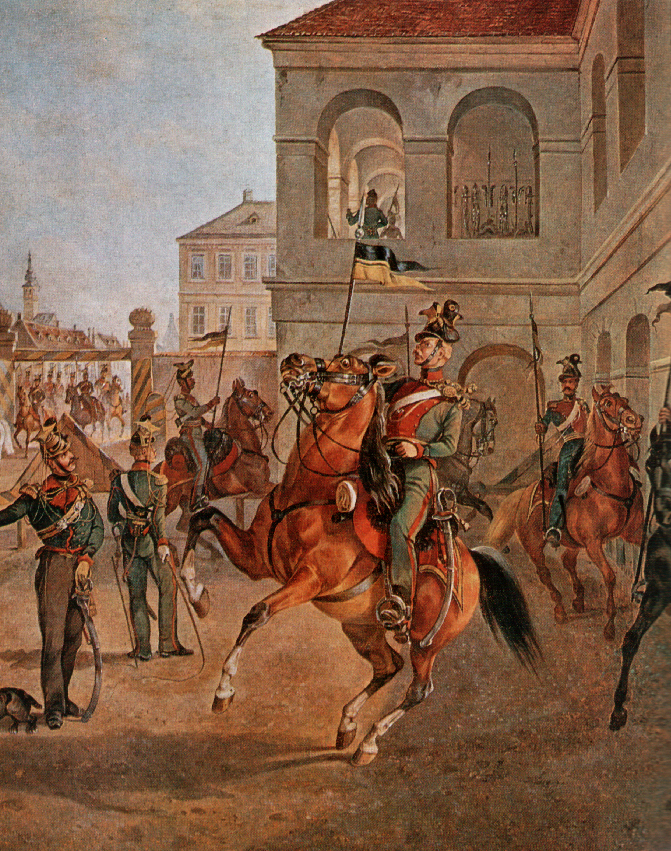
1 Galicyjski Pułk Ułanów. Koszary Leopoldstadt 1850

Galicyjski Pułk Ułanów Nr 1 (niem. Galizisches Ulanen-Regiment Ritter von Brudermann Nr. 1) – pułk kawalerii cesarskiej i królewskiej Armii.

## Historia pułku
21 października 1784 roku cesarz Józef II Habsburg zezwolił na zorganizowanie oddziału polskich kawalerzystów w składzie dwóch dywizjonów. Dowódcy Korpusu Ułanów, podpułkownikowi von Hotze do pomocy przydzielono księcia majora Józefa Poniatowskiego. W roku 1785 sformowano trzeci dywizjon ułanów. Jesienią roku 1787 dywizjony ułanów zostały rozdzielone pomiędzy pułki szwoleżerów i znalazły się nad granicą turecką.
15 lipca 1790 roku cesarz Leopold II Habsburg nakazał utworzenie pułku ułanów, który powinien być skompletowany do 1 listopada 1791 roku. W roku 1791 ułani odeszli z pułków szwoleżerów do nowo tworzonego pułku ułanów. Początkowo pułk nie posiadał numeru, dopiero w 1798 roku, w związku z utworzeniem drugiego pułku ułanów, otrzymał numer „1”.
Lata 90. XVIII wieku pułk spędził na walkach armii austriackiej w ramach koalicji przeciw rewolucyjnej Francji na frontach włoskim i niemieckim. Następne lata to ciągłe walki w wojnach napoleońskich.
W 1801 roku oraz 1814 roku część pododdziałów i oficerów odeszło do nowo tworzonych pułków ułańskich 3. i 4.
W latach 1848–1849 pułk brał udział w działaniach armii austriackiej podczas Wiosny Ludów i powstania węgierskiego. Potem pułk uczestniczył w wojnie Austrii z Piemontem i Francją w 1859 roku.
W 1860 roku czwarte szwadrony ułańskich pułków 1., 2. i 8. wykorzystano do utworzenia Ochotniczego Pułku Ułanów (późniejszy 13. Pułk Ułanów)
Szwadrony pułku w wojnie austriacko-pruskiej w 1866 roku nadzorowały granicę w rejonie Oświęcimia, Goczałkowic, Kęt i Dziedzic.
Wtedy też do pułku został wcielony Dywizjon Krakusów „Regimentarza” Kazimierza hr. Starzeńskiego złożony w głównej mierze z byłych powstańców styczniowych, którzy bądź schronili się w Galicji po upadku zrywu, bądź zostali tam internowani.
Latem 1918 spieszony pułk (konie oddał w 1917 roku), znajdował się na Ukrainie w Jekaterynosławiu. Jesienią dzięki pomocy polskich kolejarzy oraz w porozumieniu z POW udało się przetransportować prawie cały pułk do kadry (szwadronu zapasowego) stacjonującej w Kluczach pod Olkuszem. Tylko jeden z eszelonów został przejęty i rozbrojony przez Ukraińców. Polacy w kadrze zabezpieczyli przed kradzieżą magazyny oraz rozbroili i zwolnili obcych narodowościowo ułanów. 1 listopada 1918 roku powiadomiono Komendę POW w Olkuszu o przejściu oddziału do Wojska Polskiego. W późniejszym okresie pułk w Wojsku Polskim zmienił nazwę na 8 Pułk Ułanów Księcia Józefa Poniatowskiego.

### Rejony rekrutacji pułku
Pułk uzupełniany był rekrutami pochodzącymi z Galicji, od 1853 z obszaru okręgu uzupełnień 56 Pułku Piechoty (IR NR.56) Wadowice, 1857-1860 z obszarów 20 i 56 Pułków Piechoty (IR Nr 20 i 56) Nowy Sącz i Wadowice, od 1867 do 1889 z okręgu uzupełnień Pułków Piechoty 13 i 56 (Kraków i Wadowice). Później był wskazywany obszar 1 Korpusu z Krakowa (Militär-Territorial-Bezirk Kraków).

### Pokojowe garnizony
1815 St. Floeian, 1816 Oradea (Wielki Waradyn), 1817 Wiedeń, 1818 Žatec, 1843 Wiedeń, 1845-48 Pardubice, 1849 Neusohl (Banska Bystrzyca), 1850 St. Georgen (Svätý Jur), potem Beroun (Beraun), 1851 St. Georgen, 1854 Kraków, 1855-59 Wessely (Veselí nad Moravou), 1860 Wessely, 1862 Mährisch Neustadt (Uničov), 1863-66 Tarnów, Lugos (Lugoj), 1868 Temeszwar, 1871 Oedenburg (Sopron), 1876 Tarnów, 1880 Kraków, 1895 Wiedeń, Monasterzyska (1899).
W latach 1913–1914 komenda pułku i I dywizjon stacjonowały w koszarach przy ulicy Wuleckiej we Lwowie, II dywizjon w Mostach Wielkich, a Kadra Zapasowa w Koszarach Kawalerii (Kavalleriekaserne Rakowice), w podkrakowskich wówczas Rakowicach przy obecnej ulicy Ułanów.
Kolejnymi szefami pułku byli:
- 1815	Książę Ernst Sachsen-Coburg-Gotha, generał kawalerii
- 1844	Hrabia Carl Civalart, generał kawalerii
- 1865	Hrabia Carl Grünne, generał kawalerii
- 1884-1885	nieobsadzony
- 1885	Arcyksiążę Rudolf, następca tronu, feldmarschallleutnant
- 1889-1894	nieobsadzony
- 1894	Arcyksiążę Otto, pułkownik, feldmarschallleutnant

W latach 1815–1844 drugim właścicielem pułku był hrabia Carl Civalart, feldmarschallleutnant, generał kawalerii.
Od 1907 roku szefem pułku był generał kawalerii Rudolf von Brudermann.

## Żołnierze
| Komendanci pułku - 1819 baron Wilhelm von Hammerstein-Ecquord, pułkownik - 1823 książę Friedrich Anton Hohenzollern-Hechingen, pułkownik - 1831 baron Cornelius von Dankelmann, pułkownik - 1838 Adolph von Mengen, pułkownik - 1845 Carl von Almásy, pułkownik - 1849 hrabia Hermann Nostitz-Rieneck, pułkownik - 1851 baron Wilhelm von Koller, pułkownik - 1858 Adolph von Mengen, pułkownik - 1865 Friedrich Ziegler von Klipphausen, pułkownik - 1869 baron Eduard Fleissner von Wostrowitz, pułkownik - 1870 hrabia Alexander Kálnoky de Köröspatak, pułkownik - 1874 baron Carl von Lasollaye, pułkownik - 1878 hrabia Rudolph Grünne, podpułkownik - 1878 Franz Kunz, podpułkownik, pułkownik - 1882 baron Otto von Gemmingen-Guttenberg, pułkownik - 1887 hrabia Albert Nostitz-Rieneck, podpułkownik, pułkownik - 1892 baron Carl Dlauhovesky von Langendorf, pułkownik - 1898 hrabia Oscar Ludolf, pułkownik - 1913 Eugen Ruiz de Roxas, pułkownik - 1914 Friedrich Weisz von Schleussenburg, pułkownik) |  | Oficerowie pułku - mjr Stefan de Castenedolo Kasprzycki – komendant I dywizjonu (1914) - mjr Roman Kawecki – komendant Kadry Zapasowej (1914) - rtm. Władysław Oksza-Orzechowski - rtm. Zygmunt Łobaczewski-Wnuczek - rtm. Edward Strawiński - rtm. Stefan Zabielski - rtm. rez. Mieczysław Chyliński - rtm. Marian Żółkiewski - por. Władysław Bzowski - por. Stefan Jacek Dembiński - por. Adolf Drwota – oficer magazynowy (1914) - por. Piotr Głogowski - por. rez. Mieczysław Grużewski - por. rez. Kazimierz Krechowiecki - por. rez. Adam Łubkowski - por. Władysław Piniński - por. rez. Wiktor Czarkowski-Golejewski - por. rez. Kornel Krzeczunowicz - kpt. prowiantowy Aureliusz Passelli - por. Rudolf Rupp - por. rez. Juliusz Wolfarth - por. Olderych Vasku (1902-1905) - por. Antoni Zawadzki (1881-1889) - ppor. Jan Głogowski - ppor. Stanisław Pomiankowski (1900–1903) - ppor. rez. Hilary Kossak - ppor. rez. Józef Trenkwald - ppor. rez. Paweł Wiktor - ppor. rez. Stanisław Wolfarth (brat Juliusza, poległ 4 VII 1920 jako porucznik 8 puł.) - lekarz pułkowy 1. klasy Ignacy Zieliński (1899–1903) |

## Barwy pułku
- 1865: żółta tatarka, jasnoniebieska kurtka i spodnie, czerwone wyłogi, żółte guziki.
- 1868: złotożółta tatarka, jasnoniebieska ułanka, czerwone wpuszczane do butów spodnie i czerwone wyłogi, żółte guziki.
- 1876: złotożółta czapka, jasnoniebieska ułanka, czerwone wpuszczane do butów spodnie i czerwone wyłogi, żółte guziki.
- w 1914 Żołnierze nosili czapki cesarskożółte, guziki złote[3].